# 藤原惟通
藤原 惟通（ふじわら の のぶみち）は、平安時代中期の貴族。藤原北家良門流、越後守・藤原為時の子。藤原惟規・紫式部らの異母弟。官位は四位・常陸介。

## 経歴
一条朝から三条朝にかけて蔵人所雑色・右兵衛尉を歴任。後一条朝に入り、常陸介在職中の寛仁3年（1019年）7月に四位に叙せられるが、翌寛仁4年（1020年）7月3日に任地で卒去。享年不詳だが、40代前半だったと思われる。
惟通が没した後も、彼の母（式部の継母にあたる）と妻子は帰京せずに常陸国にとどまった。これは常陸に惟通とその一族が所有する荘園があったことを意味している。惟通が没した年の閏12月に惟通の未亡人が常陸国住人の平為幹（維幹の子）によって強姦されるという事件が起こった。惟通の母の訴えにより、為幹は逮捕されて身柄を拘束されたが、翌年には赦免されている。

## 官歴
- 寛弘6年（1009年） 正月10日：蔵人所雑色[2]
- 長和2年（1013年） 11月9日：見右兵衛尉[3]
- 寛仁3年（1019年） 4月5日：見常陸介[4]。7月13日：叙四位[4]
- 寛仁4年（1020年） 7月3日：卒去[5]